# Panzer 68
Il Panzer 68 (o Pz. 68) è un carro armato da combattimento svizzero del dopoguerra.

## Tecnica
Il nuovo carro armato era un miglioramento del Panzer 61, con numerose, piccole modifiche. La mitragliera da 20 mm, nonostante la sua utilità nella distruzione di obiettivi mediamente 'duri', era assai ingombrante come arma coassiale, con un ridotto munizionamento. Esso venne sostituito da una mitragliatrice da 7,5 mm.
Il nuovo carro aveva ancora la struttura di tipo convenzionale, del precedente Pz 61, con una torretta molto piccola, corta, abbastanza alta, interamente di fusione. Lo scafo era pure in fusione, con una disposizione interna del tutto convenzionale (pilota a prua, capocarro+cannoniere+caricatore) e lunghe casse portadotazioni sui fianchi dello scafo, peraltro privo di skirts protettivi per i cingoli. Questi ultimi erano metallici, con 6 ruote di grande diametro, 3 rulli sorreggicingolo, ruota di rinvio avanti e motrice dietro. I cingoli erano più larghi e con una maggiore impronta sul terreno rispetto al mezzo precedente. Il motore era un MTU tedesco a 8 cilindri sovralimentato meccanicamente, parente di quello del Leopard 1, ma con potenza ridotta.
L'armamento era simile a quello dei carri NATO dell'epoca, con un cannone L7 da 105 mm, mitragliatrice coassiale da 7,5 mm e mitragliatrice antiaerea pari calibro sistemata sulla torretta, ma a differenza del normale, questa era sistemata sul portello del caricatore e non su quello del capocarro. L'idea era quella di non dare a questi anche il fardello di azionare l'arma di difesa, lasciando il compito al caricatore. Il cannone era stabilizzato (sempre a differenza del Pz. 61), aveva un telemetro ottico e un periscopio di puntamento. L'alzo era tra -10/+21 gradi, che è molto ampio, specie per il valore di depressione, ma data l'orografia svizzera questo è stato richiesto come esigenza basilare. Per questo la torretta appare assai alta, con un soffitto assai inclinato, perché in questo modo vi era spazio per il cannone anche per inclinazioni molto forti. Infine vi erano 6 lanciafumogeni, 3 per lato.

## Servizio
La produzione del carro Pz 68 partì con 17 mezzi tra il 1971 e il 1974, poi arrivarono 50 Pz 68 Mk 2 (1977), 110 Pz 68 Mk 3 (1978-79), e infine l'ultimo lotto, 60 Mk 4 del 1981-82.
I miglioramenti sono stati gradualmente introdotti durante la produzione, lenta e graduale. Alcuni mezzi hanno avuto un lanciarazzi svedese Lyran, per il tiro notturno, altri hanno avuto un lanciamissili M47 Dragon sopra la canna del cannone, facendone dei rudimentali carri lanciamissili.
Tra i derivati pensati per questo veicolo, un semovente antiaereo da 35 mm e un cannone semovente da 155 mm, ma nessuno di essi è entrato in linea. Altri si sono effettivamente concretizzati, un carro bersaglio specializzato, un carro gettaponte, e un carro recupero. Quest'ultimo ha un argano con struttura ad A anteriore, capace di sollevare pesi di 15 tonnellate, e verricello con capacità di 25 tonnellate, aumentabili a 75 se necessario con l'uso di pastecche (pulegge a piastra tagliata). Anche il Panzer Kanone 68 fu derivato da questo veicolo.
Il Pz 68, realizzato in tutto in 237 esemplari, ha militato per decenni nell'esercito svizzero. Esso è più o meno all'altezza dei carri NATO coetanei, relativamente leggero e adatto all'uso in montagna (grazie anche alla larghezza limitata), anche se inizialmente presentava svariati seri problemi, che furono per la maggior parte risolti nel nuovo Panzer 68/88.
Il costo delle nuove macchine ha comportato, ad un certo punto, l'abbandono dei carri armati nazionali. Il nuovo mezzo, scelto negli anni ottanta, è stato il tedesco Leopard 2. A partire dagli anni ottanta ne sono stati realizzati, con minime modifiche, 380. Nonostante questi carri da 55 tonnellate non siano stati pensati per l'impiego in territori montuosi, e siano molto larghi e ingombranti, le loro capacità di fuoco e resistenza alle offese nemiche li hanno fatti ritenere all'altezza della situazione.
I vecchi carri Centurion sono stati nel frattempo riutilizzati come fortini, utilizzandone solo le torrette da posti di fuoco ben protette e mimetizzate. I carri Pz. 61 e 68 sono stati via via sostituiti dai Leopard, e molti di essi sono finiti in riserva o come carri bersaglio. Attualmente dovrebbero essere stati tutti sostituiti in unità di prima linea, ma alcuni sono verosimilmente ancora presenti in riserva o nei poligoni come mezzi bersaglio.